# Cratere Rahe
Rahe  è un cratere sulla superficie di Marte.